# Championnats britanniques de squash
Les British National Squash Championships sont les championnats nationaux de squash pour les joueurs du Royaume-Uni et de l'Irlande. Ils se tiennent chaque année début février et depuis 2003 se déroulent au National Squash Centre à Manchester.
Les championnats organisent également des compétitions pour différents groupes d'âge.
Les catégories pour les hommes sont: Plus de 35, Plus de 40, Plus de 45, Plus de 50, Plus de 55, Plus de 60, Plus de 65, Plus de 70, Plus de 75.
Les catégories pour les femmes sont: Plus de 35, Plus de 40, Plus de 45, Plus de 50, Plus de 55
La catégorie Plus de 70 a été ajoutée en 2005, la catégorie Plus de 75 a été ajoutée en 2011.

## Résultats[2]

### Hommes[3]
| Année | Champion            | Finaliste           | Score                                  |
| ----- | ------------------- | ------------------- | -------------------------------------- |
| 2024  | Joel Makin          | Mohamed El Shorbagy | 8-11, 15-13, 11-3, 8-11, 11-2 (84 min) |
| 2023  | Mohamed El Shorbagy | Joel Makin          | 11-7, 12-10, 11-5 (53 min)             |
| 2022  | Mohamed El Shorbagy | Joel Makin          | 12-10, 12-10, 12-10                    |
| 2021  | Joel Makin          | Adrian Waller       | 11-7, 11-2, 11-1 (40 min)              |
| 2020  | James Willstrop     | Joel Makin          | 12-10, 0-11, 12-10, 14-12 (76 min)     |
| 2019  | James Willstrop     | Daryl Selby         | 11-5, 7-11, 11-5, 11-7 (60 min)        |
| 2018  | Nick Matthew        | James Willstrop     | 11-7, 12-10, 8-11, 11-6 (69 min)       |
| 2017  | Nick Matthew        | Joe Lee             | 11-6, 11-4, 11-8 (40 min)              |
| 2016  | Nick Matthew        | James Willstrop     | 11-2, 6-11, 11-3, 11-3 (50 min)        |
| 2015  | Nick Matthew        | Daryl Selby         | 11-5, 11-3, 11-2 (45 min)              |
| 2014  | Nick Matthew        | James Willstrop     | 5-11, 12-10, 11-4, 11-8 (78 min)       |
| 2013  | Nick Matthew        | James Willstrop     | 11-9, 11-3, 11-3 (49 min)              |
| 2012  | Nick Matthew        | James Willstrop     | 11-8, 11-3, 8-11, 14-12 (81 min)       |
| 2011  | Daryl Selby         | Nick Matthew        | 9-11, 11-9, 6-11, 11-9, 11-7 (84 min)  |
| 2010  | Nick Matthew        | James Willstrop     | 11–5, 11–6, 11–6 (49 min)              |
| 2009  | Nick Matthew        | Adrian Grant        | 11–4, 11–3, 11–9                       |
| 2008  | James Willstrop     | Lee Beachill        | 11–9, 11–8, 11–4                       |
| 2007  | James Willstrop     | John White          | 12–10, 11–7, 11–5                      |
| 2006  | Nick Matthew        | Lee Beachill        | 11–9, 6–11, 11–9, 10–12, 12–10         |
| 2005  | Lee Beachill        | James Willstrop     | 11–3, 11–6, 11–3                       |
| 2004  | John White          | Lee Beachill        | 17–16, 17–14, 14–15, 15–8              |
| 2003  | Peter Nicol         | Lee Beachill        | 7–15, 15–11, 15–9, 12–15, 15–8         |
| 2002  | Lee Beachill        | Peter Nicol         | 15–8, 13–15, 15–5, 15–10               |
| 2001  | Lee Beachill        | Nick Taylor         | 15–13, 15–5, 15–8                      |
| 2000  | Peter Marshall      | David Evans         | 15–9, 15–6, 15–11                      |
| 1999  | Paul Johnson        | Simon Parke         | 10–15, 15–5, 15–8, 1–15, 15–7          |
| 1998  | Simon Parke         | Mark Chaloner       | 15-11, 15-11, 15-13                    |
| 1997  | Mark Cairns         | Alex Gough          | 9-5, 9-7, 9-4                          |
| 1996  | Peter Nicol         | Mark Chaloner       | 9-6, 9-7, 9-1                          |
| 1995  | Stephen Meads       | Nick Taylor         | 9-2, 9-0, 9-1                          |
| 1994  | Peter Marshall      | Peter Nicol         | 9-6, 9-7, 9-4                          |
| 1993  | Phil Whitlock       | Mark Allen          | 9-1, 9-7, 9-1                          |
| 1992  | Peter Marshall      | Simon Parke         | 10–15, 15–5, 15–8, 1–15, 15–7          |
| 1991  | Paul Gregory        | Simon Parke         | 9-4, 7-9, 9-2, 9-0                     |
| 1990  | Pas disputé         |                     |                                        |
| 1989  | Del Harris          | Bryan Beeson        | 1-9, 6-9, 9-4, 9-2, 9-3                |
| 1988  | Paul Carter         | Neil Harvey         | 2-9, 9-4, 3-9, 9-6, 9-2                |
| 1987  | Del Harris          | Ashley Naylor       | 3-9, 9-1, 9-6, 9-4                     |
| 1986  | Bryan Beeson        | Mark Maclean        | 9-2, 9-4, 6-9, 9-3                     |
| 1985  | Phil Kenyon         | Gawain Briars       | 2-9, 9-4, 6-9, 9-3                     |
| 1984  | Geoff Williams      | Bryan Beeson        | 9-3, 9-1, 9-1                          |
| 1983  | Phil Kenyon         | Gawain Briars       | 5-9, 9-4, 1-9, 10-8, 9-1               |
| 1982  | Gawain Briars       | Phil Kenyon         | 9-7, 9-0, 9-2                          |
| 1981  | Phil Kenyon         | Gawain Briars       | 9-5, 9-4, 9-6                          |
| 1980  | Jonah Barrington    | Gawain Briars       | 4-9, 9-3, 9-0, 9-2                     |
| 1979  | Gawain Briars       | Ian Robinson        | 9-5, 9-5, 9-0                          |
| 1978  | Peter Verow         | Phil Kenyon         | 7-9, 9-6, 9-10, 9-4, 9-0               |
| 1977  | Phil Kenyon         | Jonathan Leslie     | 2-9, 9-5, 9-3, 9-6                     |
| 1976  | Jonathan Leslie     | John Richardson     | 2-9, 9-4, 5-9, 9-6, 9-5                |
| 1975  | Philip Ayton        | Stuart Courtney     | 7-9, 9-7, 9-10, 9-7, 9-1               |
| 1974  | Jonathan Leslie     | Stuart Courtney     | 6-9, 8-10, 9-3, 9-3, 9-2               |

### Femmes[12]
| Année | Championne         | Finaliste          | Score                                     |
| ----- | ------------------ | ------------------ | ----------------------------------------- |
| 2024  | Georgina Kennedy   | Sarah-Jane Perry   | 11-9, 11-8, 9-11, 11-9 (47 min)           |
| 2023  | Jasmine Hutton     | Tesni Evans        | 13-11, 11-8, 8-11, 7-11, 5-3 rtd (67 min) |
| 2022  | Jasmine Hutton     | Lucy Beecroft      | 11-3, 11-9, 11-8                          |
| 2021  | Sarah-Jane Perry   | Georgina Kennedy   | 9-11, 11-4, 11-8, 11-6 (39 min)           |
| 2020  | Sarah-Jane Perry   | Jasmine Hutton     | 11-9, 11-9, 11-9 (35 min)                 |
| 2019  | Tesni Evans        | Emily Whitlock     | 11-3, 11-6, 11-5 (31 min)                 |
| 2018  | Tesni Evans        | Alison Waters      | 11-5, 11-9, 11-7 (43 min),                |
| 2017  | Laura Massaro      | Sarah-Jane Perry   | 11-5, 12-10, 11-9 (42 min)                |
| 2016  | Laura Massaro      | Alison Waters      | 11-2, 11-5, 11-4 (24 min)                 |
| 2015  | Sarah-Jane Perry   | Laura Massaro      | 12-10, 11-9, 7-11, 10-12, 11-7 (80 min)   |
| 2014  | Alison Waters      | Madeline Perry     | 11-3, 11-6, 11-6 (32 min)                 |
| 2013  | Alison Waters      | Laura Massaro      | 11-7, 7-11, 12-10, 6-11, 13-11 (78 min)   |
| 2012  | Laura Massaro      | Alison Waters      | 11–2, 11-9, 8-11, 11–4 (53 min)           |
| 2011  | Laura Massaro      | Jenny Duncalf      | 7–11, 11–9, 7–11, 11–7, 11–2 (62 min)     |
| 2010  | Alison Waters      | Jenny Duncalf      | 10-12, 11-7, 4-11, 11-7, 12-10 (65 min)   |
| 2009  | Jenny Duncalf      | Alison Waters      | 11–13, 11–8, 11–6, 11–6                   |
| 2008  | Alison Waters      | Laura Massaro      | 6–11, 11–7, 11–8, 11–9                    |
| 2007  | Jenny Duncalf      | Alison Waters      | 5–9, 6–9, 9–3, 9–0, 9–3                   |
| 2006  | Tania Bailey       | Linda Charman      | 9–7, 6–9, 9–6, 9–3                        |
| 2005  | Linda Charman      | Alison Waters      | 9–2, 9–4, 9–3                             |
| 2004  | Cassie Campion     | Linda Charman      | 9–3, 9–1, 9–5                             |
| 2003  | Cassie Campion     | Rebecca Macree     | 9–6, 4–9, 9–4, 9–3                        |
| 2002  | Cassie Campion     | Linda Charman      | 9–5, 9–6, 9–2                             |
| 2001  | Sue Wright         | Fiona Geaves       | 10–9, 9–2, 3–9, 10–8                      |
| 2000  | Cassie Campion     | Sue Wright         | 9–1, 2–9, 9–2, 2–9, 9–3                   |
| 1999  | Cassie Campion     | Sue Wright         | 9–5, 3–9, 6–9, 9–0, 9–6                   |
| 1998  | Sue Wright         | Cassie Jackman     | 3-9, 9-3, 9-1, 9-2                        |
| 1997  | Sue Wright         | Cassie Jackman     | 9-4, 9-10, 9-6, 9-6                       |
| 1996  | Suzanne Horner     | Linda Charman      | 9-4, 7-9, 9-4, 9-1                        |
| 1995  | Fiona Geaves       | Linda Charman      | 9-6, 9-10, 9-6, 9-6                       |
| 1994  | Suzanne Horner     | Sue Wright         | 9-4, 9-1, 9-1                             |
| 1993  | Cassie Jackman     | Fiona Geaves       | 9-3, 9-3, 9-4                             |
| 1992  | Sue Wright         | Suzanne Horner     | 9-2, 9-6, 5-9, 9-5                        |
| 1991  | Martine Le Moignan | Suzanne Horner     | 9-7, 9-1, 10-8                            |
| 1990  | pas disputé        |                    |                                           |
| 1989  | Lucy Soutter       | Suzanne Horner     | 9-3, 9-5, 9-3                             |
| 1988  | Martine Le Moignan | Alison Cumings     | 9-3, 6-9, 4-9, 9-4, 9-0                   |
| 1987  | Lisa Opie          | Lucy Soutter       | 6-9, 5-9, 9-2, 9-0, 9-4                   |
| 1986  | Lisa Opie          | Martine Le Moignan | 9-7, 9-1, 9-0                             |
| 1985  | Lucy Soutter       | Heather Wallace    | 9-7, 9-5, 9-0                             |
| 1984  | Martine Le Moignan | Alison Cumings     | 9-1, 9-2, 9-0                             |
| 1983  | Lucy Soutter       | Martine Le Moignan | 10-9, 9-1, 9-4                            |
| 1982  | Alison Cumings     | Martine Le Moignan | 7-9, 9-4, 7-9, 9-2, 9-4                   |
| 1981  | Lisa Opie          | Angela Smith       | 10-8, 9-4, 9-7                            |
| 1980  | Sue Cogswell       | Martine Le Moignan | 9-7, 9-4, 9-1                             |
| 1979  | Sue Cogswell       | Angela Smith       | 5-9, 10-9, 10-8, 9-4                      |
| 1978  | Sue Cogswell       | Angela Smith       | 10-8, 9-1, 9-4                            |
| 1977  | Sue Cogswell       | Teresa Lawes       | 9-2, 9-0, 9-1                             |
| 1976  | Angela Smith       | Sue Cogswell       | 9-3, 9-5, 9-7                             |
| 1975  | Sue Cogswell       | Teresa Lawes       | 9-4, 9-7, 9-1                             |